# Junggrammatiker
Junggrammatiker nennt man eine Gruppierung von Linguisten der so genannten Leipziger Schule, die sich Ende der 1870er Jahre in Leipzig um August Leskien (1840–1916), Karl Brugmann (1849–1919) und Hermann Osthoff (1847–1909) gebildet hatte. Mit ihrer Hypothese der „Ausnahmslosigkeit der Lautgesetze“ versuchten sie, die bis dahin als Geisteswissenschaft deklarierte Sprachwissenschaft innerhalb rein naturwissenschaftlicher Rahmenbedingungen neu zu begründen. Diese Entwicklung resultierte aus dem zunehmenden Wettbewerb der Geisteswissenschaften mit den Naturwissenschaften. In späteren Jahren löste sich die junggrammatische Richtung allerdings von diesem naturwissenschaftlichen Blick auf die Sprache, und in der Zeit vor und nach 1900 war die Erforschung der historischen Entwicklung der Sprache zwar nach wie vor ganz überwiegend auf das Laut- und Formensystem fokussiert, untersuchte diese aber mit philologischen Mitteln.
Die Bezeichnung Junggrammatiker, die als „junge Sprachwissenschaftler“ zu verstehen ist, soll ursprünglich vom Germanisten Friedrich Zarncke stammen, einem Mitglied der älteren Generation, der sie in Anlehnung an die Bezeichnung anderer „junger“ oder revolutionärer Bewegungen prägte, wie z. B. Junges Deutschland oder Junghegelianer. Zarncke verwies damit in einem Dissertationsgutachten sowie in Vorlesungen in ironischer Weise auf die Unerfahrenheit und das militante Verhalten der jungen Generation. Einer breiteren Öffentlichkeit bekannt machte sie anschließend Karl Brugmann, indem er im Vorwort zu Band I seiner und Osthoffs Morphologischen Untersuchungen von der „›junggrammatischen‹ Richtung“ („junggrammatisch“ in Anführungszeichen) schrieb. Von den Junggrammatikern selber wurde der Begriff jedoch weitgehend abgelehnt.

## Hauptvertreter

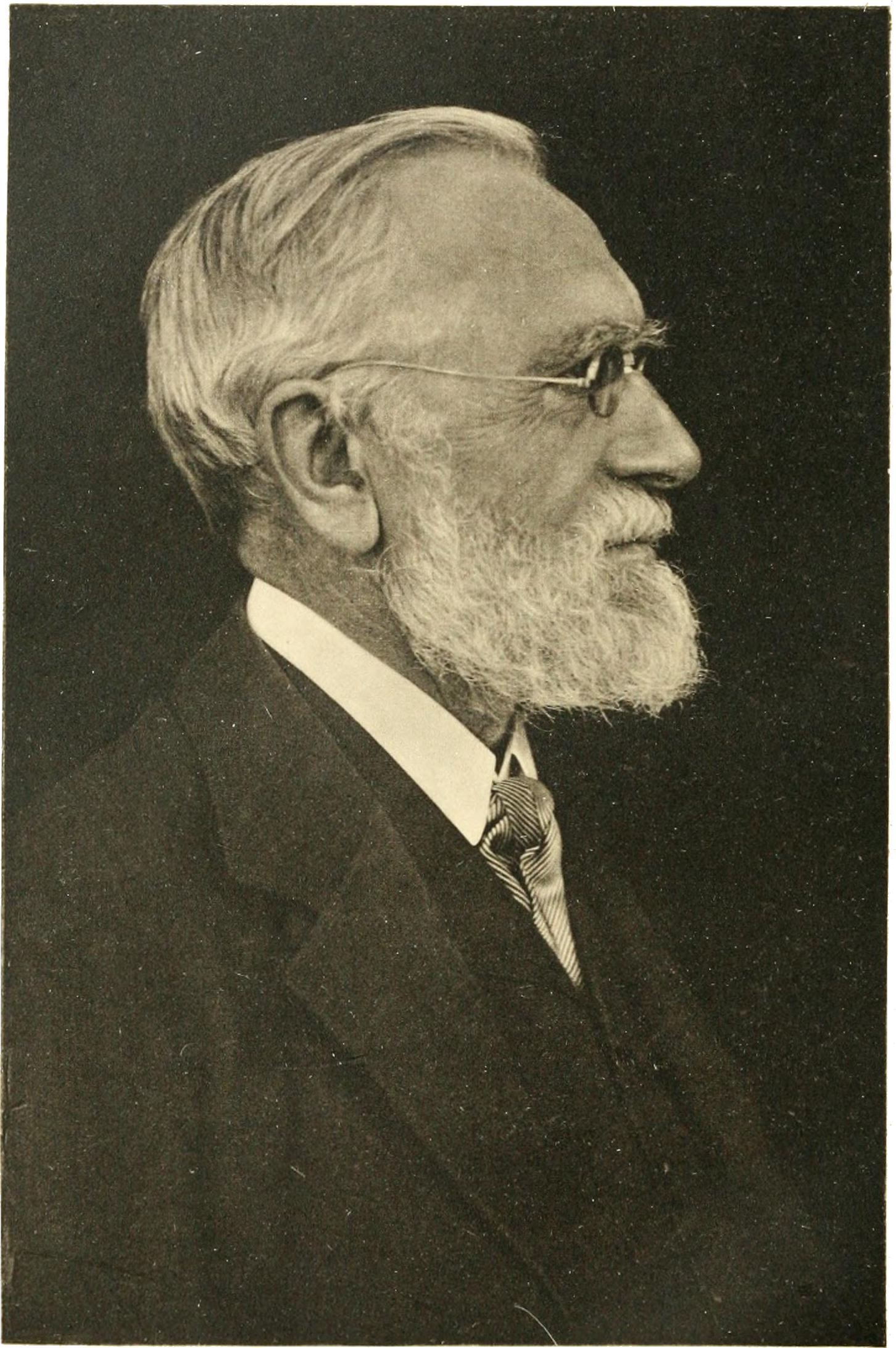
August Leskien (1913)

Die wichtigsten Vertreter der Junggrammatiker waren:
- August Leskien (1840–1916)
- Berthold Delbrück (1842–1922)
- Hermann Paul (1846–1921)
- Hermann Osthoff (1847–1909)
- Karl Brugmann (1849–1919)
- Wilhelm Braune (1850–1926)
- Eduard Sievers (1850–1932)

## Grundannahmen
Die Junggrammatiker vertraten in der indogermanischen und allgemeinen Sprachwissenschaft eine positivistische Richtung und folgten der Doktrin des Physiologen Emil Heinrich du Bois-Reymond (1818–1896) von der Ausnahmslosigkeit der Naturgesetze. Ihrer Auffassung nach finden Sprachveränderungen ausnahmslos auf der Grundlage naturgegebener Lautgesetze statt. Sprachwissenschaftliche Erkenntnisse sollten ausschließlich auf beobachtbaren Tatsachen – und nicht auf Abstraktionen – beruhen.

### Untersuchungsgegenstand
Die Junggrammatiker machten es sich in der Sprachwissenschaft hauptsächlich zur Aufgabe, die geschichtliche Entwicklung der Sprache zu untersuchen. Dieses diachronische Interesse steht im Kontrast zur späteren Betonung einer synchronischen – weil system- und strukturbezogenen – Betrachtungsweise im Strukturalismus.
Für die Junggrammatiker war – im Gegensatz zum späteren Strukturalismus – nicht das Sprachsystem, sondern allein die individuelle, unmittelbar beobachtbare Sprache (Idiolekt) Untersuchungsgegenstand der Sprachwissenschaft.
Die Lautebene ist für die Junggrammatiker die „wichtigste Beschreibungsebene“, welche gegenüber der Syntax und Semantik als absolut autonom aufgefasst wird.
Außerdem wurde ein stärkeres Interesse für die Dialektologie und die Sprache der Kinder entwickelt, da die Entwicklung der Sprache hier am unmittelbarsten sichtbar wurde.

### Ausnahmslosigkeit der Lautgesetze
Nach ihrem Lehrsatz von der Ausnahmslosigkeit der Lautgesetze war die Psychophysik des Sprechaktes in ihrer augenblicklichen und historischen Dimension Hauptgegenstand der Sprachwissenschaft. Dies führte zu genaueren und umfassenderen Feldforschungen und Entdeckungen auf dem Gebiet der Lautverschiebung. Auf der Suche nach „allgemeinen Gesetzen“ trafen die Junggrammatiker immer wieder auf Ausnahmen und Sonderfälle, die man sich als nicht erkannte Regeln erklärte. Solche Grenzen versuchte man auch durch Analogie zu erklären.

## Publikationen und Entdeckungen
Im „gesegneten Jahr 1876“ brachten die Junggrammatiker folgende bedeutende Arbeiten hervor:
- August Leskien (1840–1916): Deklination im Slawisch-Litauischen und Germanischen
- Eduard Sievers (1850–1932): Grundzüge der Lautphysiologie
Dieses Werk beruht auf umfassenden eigenen Untersuchungen von Sievers, der nicht mehr bloß den Einzellaut, sondern den Laut in seiner Umgebung betrachtet.
- Hermann Osthoff (1847–1909): Entdeckung der „liquida sonans“ im Indogermanischen
Durch die unterschiedliche Entwicklung der „liquida sonans“ in den Einzelsprachen erklärte Osthoff eine Fülle von auffallenden Besonderheiten im Vokalismus.
- Karl Brugmann (1849–1919): Aufsatz über Nasalis sonans in der indogermanischen Ursprache

Die aus diesem wissenschaftlichen Erfolg resultierende Aufbruchsstimmung beschreibt der Sprachwissenschaftler Hans Arens mit folgenden Worten: „Überblickt man die hier aufgezählten hauptsächlichen Leistungen eines einzigen Jahres, die sämtlich Ergebnisse der Bemühungen um die lautliche Seite der Sprache, jedoch auf keinem Sektor Zufallsentdeckungen oder geniale Aperçus, vielmehr alle der systematischen Erforschung einer Masse von ungeklärten Besonderheiten in der Lautentwicklung zu verdanken sind und alle Gesetzmäßigkeit an Stelle früherer Regellosigkeit nachweisen, dann muss man sagen, dass, wenn irgendwann, zu diesem Zeitpunkt die Verkündigung der ‚Ausnahmslosigkeit der Lautgesetze‘ berechtigt und logisch erscheinen musste. Sie war kein beweisbarer Lehrsatz und kein Axiom, sie war ein Postulat und ein Glaube, in dem eine Generation von Wissenschaftlern sich vereinigte und erkannte. Und wie jeder Glaube war er vielen ein Ärgernis und trug seinen Anhängern Anfechtungen ein. Aber auch einen gemeinsamen Namen, der zunächst spaßhaft gemeint, von ihnen ernsthaft adoptiert wurde und noch zu ihrer Zusammenfassung dient: Junggrammatiker, diese wunderliche Ideenverbindung eines wissenschaftlichen Jung Siegfried.“

## Gegner der Junggrammatiker
Zu den Gegnern der Junggrammatiker zählen:
- Georg Curtius (1820–1885)
- Nikolai Kruszewski (1851–1887)
- Hugo Schuchardt (1842–1927)
- Graziadio Isaia Ascoli (1829–1907)
- Johannes Schmidt (1843–1901)
- Ferdinand de Saussure (1857–1913)

Im Jahr 1885 wurde den Junggrammatikern der Kampf angesagt. In Georg Curtius’ (1820–1885), eines Vertreters der älteren Generation von Sprachwissenschaftlern, Schrift Zur Kritik der neuesten Sprachforschung (1885) sah sich der Verfasser in seinen jahrzehntelangen Forschungsmethoden angegriffen.
Da die Junggrammatiker – außer ihrem Axiom von der Ausnahmslosigkeit der Lautgesetze – Abstraktionen ablehnten, die nicht durch beobachtbare Fakten allseitig belegt werden konnten, setzten sie sich der Kritik aus, sich in Einzelheiten zu verlieren. Die Hypothese von der „Ausnahmslosigkeit der Lautgesetze“ gab damals Anlass zu einer Kontroverse, unter anderem mit dem Romanisten und vergleichenden Sprachforscher Hugo Schuchardt (1842–1927), der mit Über die Lautgesetze. Gegen die Junggrammatiker die bedeutendste Gegenschrift verfasste. Auch Graziadio Isaia Ascoli (1829–1907), der Begründer der italienischen Sprachwissenschaft, wies in Dei neogrammatici die junggrammatischen Ansprüche zurück. Die als „Gesetz“ formulierte Ausnahmslosigkeit habe sich als falsch erwiesen. Sie berücksichtige nicht den gesellschaftlichen Charakter der Sprache und damit die kulturellen Aspekte der Sprachveränderungen. Wohl aber sei der Begriff „Lautgesetz“ bei der Rekonstruktion und dem Studium des Sprachwandels eine sinnvolle Arbeitshypothese, denn Lautwandel erfolge zwar nicht nach ausnahmslosen Gesetzen, aber ebenso wenig willkürlich und regellos. Jede Ausnahme von einem Lautgesetz gelte es zu erklären. Dieses Problem war den Junggrammatikern zum Teil durchaus klar und führte gerade zu einer verstärkten Beschäftigung mit Sprachentwicklung und Dialektologie.

## Die „Überwindung“ der Junggrammatiker
Zu den neuen Strömungen, die Sprache und Sprechergemeinschaft zu verbinden suchten, gehörten die psychologische Richtung (Wilhelm Wundt: die Sprache „ist kein Gegenstand der Logik, sondern der Psychologie“), die neoidealistische Geistesgeschichte (Karl Vossler: die Sprachwissenschaft ist „keine streng objektive Wissenschaft“, sondern „gar keine Wissenschaft“), die Mundartforschung (Ferdinand Wrede: die Lautgesetze konstruieren „überirdische Sprachelysien […] wie der Systematiker sie haben möchte, wie sie aber in Wirklichkeit zumeist nicht existieren“) und die Kulturmorphologie (Rudolf Meringer: „Sprachgeschichte ist Kulturgeschichte“).
Eine entscheidende Wende in den Ansichten der Leipziger Schule brachte die Mundartforschung, welche zur Zeit der Junggrammatiker daran arbeitete, frühere Sprachzustände zu ergründen. Dabei entwickelte Georg Wenker 1870 den „Sprachatlas des Deutschen Reiches“, welcher ein Schlüsselwerk der Mundartkunde bildete. Durch die geographische und historische Einteilung der Mundarten entstand eine regelrechte Dialektgeographie, womit Wenker eigentlich beabsichtigte, Bestätigung für die Annahme der Ausnahmslosigkeit der Lautgesetze zu finden. Im Laufe seiner Arbeit musste er allerdings das Gegenteil feststellen und hielt fest, dass es keine ausnahmslos wirkenden Gesetze und nicht einmal scharf umrissene Mundartgebiete gibt. „Durch die Dialektgeographie wurden die Lautgesetze aus ihrer starren naturwissenschaftlichen Isolierung und Verabsolutierung gelöst und auf die Wirklichkeit zurückgeführt, d. h. zu Lautregeln relativiert. Nicht die Naturwissenschaft, sondern die Geschichte und Geographie geben nun mehr den Boden ab für sprachliche Wandlungen.“
Abgesehen von den dialektgeographischen Arbeiten begann man auch ein Wissen über die Kulturgeschichte anhand der Mundarten zu gewinnen (Wörter und Sachen, Volkskunde). Auch darin bewegte man sich von der naturwissenschaftlichen Betrachtungsweise weg, sprachliche Elemente isoliert zu untersuchen, und gelangte somit an den Punkt, Sprache im Kontext von Raum und Zeit sowie auch im Zusammenhang mit Bedeutung zu betrachten.
Zu einer grundlegenden Neuorientierung der Sprachwissenschaft führte schließlich der linguistische Strukturalismus, begründet von Ferdinand de Saussure (1857–1913), einem Kritiker der junggrammatischen Schule.

## Leistung
Die Hauptleistung der junggrammatischen Forschung besteht einerseits in neuen, grundlegenden Erkenntnissen zum Lautwandel, zum Vokal- und Konsonantensystem der verschiedenen indogermanischen Sprachen sowie zu deren Akzentverhältnissen. Die historische Sprachwissenschaft wurde dabei völlig umgestaltet, und bisherige Darstellungen wie etwa diejenigen von August Schleicher konnten durch korrigierte und sehr viel differenziertere ersetzt werden. Im Rahmen dieser junggrammatischen Revision waren auch umfangreiche etymologische Forschungen erforderlich, die insbesondere durch die strenge Methodik zu fundierten Ergebnissen gelangten; aus diesen Ansätzen entwickelte sich die Etymologie als relativ selbständiges Anwendungsgebiet. Zum andern leistete die junggrammatische Forschung wichtige Beiträge zur sprachhistorisch-vergleichenden Methodik, indem sie einerseits Arbeitsanweisungen zur für sprachwissenschaftliche Untersuchungen und anderseits Hypothesen über sprachhistorische Entwicklungsabläufe darstellten.
Der gegen die Junggrammatik erhobene Vorwurf einer „atomistischen“ Behandlung der Sprache kann nicht aufrechterhalten werden. Er übersieht, „daß bei der Auffindung der konkreten Lautgesetze, der Ablautverhältnisse etc. eine zweifache strukturelle Betrachtungsweise erforderlich ist, denn in einem ersten Arbeitsschritt sind zunächst die synchronen Strukturen von mindestens zwei Sprachstufen zu erarbeiten, die dann in einem zweiten Arbeitsschritt als diachrone Strukturen aufeinander bezogen werden müssen. […] Aus dem methodischen Vorgehen ist deutlich zu erkennen, daß lediglich die Darstellungsweise weitgehend atomistisch angelegt ist, während die Untersuchungen selbst im Prinzip strukturell durchgeführt wurden.“
Der belgische Linguist Pierre Swiggers fasste 2017 die Bedeutung der Junggrammatiker wie folgt zusammen:

„Ob die selbsternannte revolutionäre Haltung der Junggrammatiker gerechtfertigt war oder nicht […,] bleibt eine Frage der Debatte und der persönlichen Einschätzung. Auch muss darauf hingewiesen werden […,] dass die kühnen theoretischen Ansprüche der Junggrammatiker letztlich arm an theoretischer Substanz waren. Nichtsdestotrotz war die Wirkung ihrer Lehre und ihres Schaffens tiefgreifend. Einerseits hat dies eine immanente Erklärung: Postfaktisch betrachtet kann ein Sprachwandel nur als ‚regulär‘ bezeichnet werden; es kann auch nicht auf die Existenz analoger Prozesse (ohne Synchronität und Chronizität) verzichtet werden; jeder wird zustimmen, dass der Sprachwandel das Ergebnis einer sozialen Selektion und der Übernahme von Innovationen ist, die von Individuen hervorgebracht werden; und schließlich ist es unproblematisch, dass Divergenzen zwischen genetisch verwandten Sprachen unter dem Gesichtspunkt der Bewahrung beziehungsweise der Innovation beschrieben und erklärt werden können. Insofern war und ist die junggrammatische Sichtweise ‚sachlich richtig‘; dies erklärt die Aussage von Hermann (1931:6), dass es in der Praxis kaum einen historisch-vergleichenden Wissenschaftler gab, der das Lautgesetzprinzip nicht übernommen hat. Der andere Grund für ihren großen Einfluss war ihre institutionelle Stärke und ihr Zusammenhalt: Die Junggrammatiker schufen neue Zeitschriften […,] veröffentlichten Kompendien […] und Handbücher. […] Unter der Leitung von Sprachwissenschaftlern, die nach junggrammatischen Grundsätzen arbeiteten, [wurden] Sammlungen von Elementargrammatiken und Studienbüchern herausgegeben. Infolgedessen wurde der allgemeine Ansatz der Junggrammatiker auch in den Schriften von Gelehrten bestätigt, die ihre kühnen Behauptungen über die Lautgesetze oder die Reinheit der Dialekte nicht (vollständig) unterstützten.“